# H₂ewsos

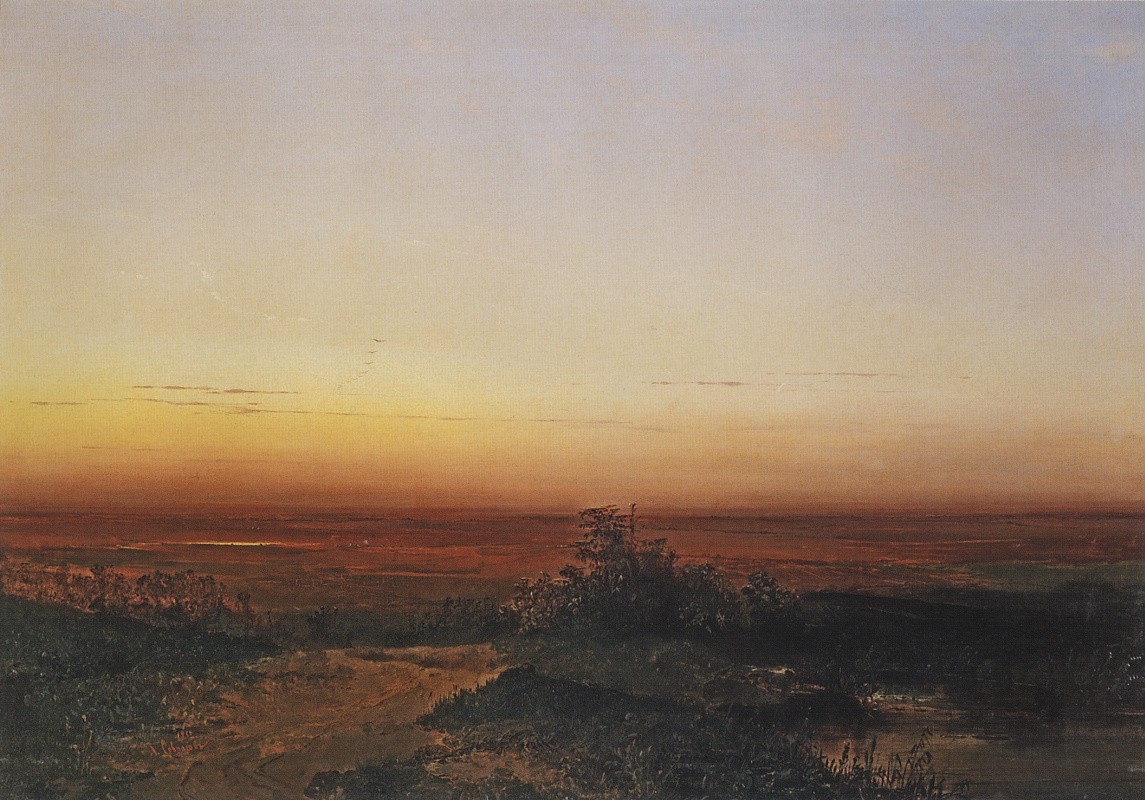
Світанок над українськими степами, О. Саврасов, 1852

H₂éwsōs або Світанок — реконструйоване ім'я богині світанку та архетип у протоіндоєвропейській міфології. Як і інші міфологічні архетипи, Haéusōs не згадувалась в письмових джерелах, але була реконструйована міфологами та індоєвропеїстами за допомогою порівняльного методу.
Вважається, що Світанок була одним із найважливіших божеств у протоіндоєвропейському пантеоні, що підтверджується тим фактом, що опис і функції її спадкоємців у всіх традиціях залишаються майже однаковими, а в Ріґведі вона відіграє важливі функції і згадується разом із найважливішими ведичними богами.

## Історія
Реконструйоване протоіндоєвропейське слово для богині Світанку *h₂éwsōs походить від кореня *hₐ(e)wes- «сяяти, світитися червоним, полум’я»). Індоєвропейське слово «золото» також походить від цього кореня. Від кореня *hₐeus- походить «схід, (напрямок) східний, літо». Від кореня *h₂ews- походить прабалтослов'янське *auṣ(t)ro, а від нього праслов'янське *(j)ùtro «ранок, світанок».
Богиню Світанку описують нестаріючої і нескінченно відродженою. В «Ріґведі» Уша описується як донька Дьяус, яка народилася з колісниці Асвінів, божественних диво-близнюків, які запрягають віз (колісницю) сонця.
H₂éwsōs в основному асоціюється з природними кольорами, які можна побачити на світанку: золотий, шафраново-жовтий, червоний або малиновий. У «Ріґведі» вона описана як золотиста. Гомер описує Еос як одягнену в шафран. Уша описується як червона Зоря, що сяє здалеку та «червона, як кобила», у Сама Веді вона стріляє «червоними/рум’яними променями світла», «запрягає рудих коней у свою колісницю» та «запрягає рудих корів». У слов'янському фольклорі Аврора представлена в червоно-золотих кольорах.
Світанок також описується як танцююча: одягає вишитий одяг, «як танцівниця»; Сауле зображено танцюючою у позолочених черевиках на срібному пагорбі; а богиня Аушріне танцює на камені для людей у перший день літа.
Вона живе в помешкані, розташованому на острові в океані або на сході. В античній міфології дім Еос описується як «поза потоками Океану на краю землі». У слов'янському фольклорі говориться, що будинок Аврори був на острові Буяні, райському острові в океані, де жило Сонце з трьома своїми братами: Північним, Західним і Східним Вітром. Авеста посилається на міфічну східну гору під назвою Ушидам- («Будинок Світанку»). 
Однією з головних ролей H₂éwsōs є відкриття небесних воріт.У «Метаморфозах» Овідія Аврора відкриває червоні (пурпурові) двері, щоб наповнити свої рожеві зали, а в «Діяннях Діоніса Нонноса» богиня Зорі стряхує свій сон, щоб «відчинити брами сходу сонця».
Ця функція також може бути включена в інші індоєвропейські традиції: у слов’янському фольклорі богиня Світанку, Ранкова Зоря, відкриває вранці ворота палацу для свого батька Дажбога (слов’янського бога сонця), щоб він міг вирушити в подорож по небу на своєму возі. Її сестра Вечірня Зоря, богиня сутінків, закриває їх наприкінці дня. 
В індоєвропейських міфах є епізод, коли *H₂éwsōs як хоче вставати зранку і приносити світло, за що її юуло покарано. Також вона виступає як жертва, врятована її братами, божественними Диво-близнюками, від водної небезпеки (чудовиська) східного моря. Ця тема поширена в багатьох традиціях: Еос і Аврора іноді неохоче залишають своє ліжко, Уша карається Індрою за спробу не почати день, а Аусекліс не завжди встає вранці, оскільки, як кажуть, вона була замкнена в золоті палати для шиття оксамитових спідниць. Якщо не почнеться день - то настане ужас і хаос. 
В міфах різних народів мала епітети: Донька Неба, Діева донька, Донька Дива, Донька Диевуса тощо. 

Полаби поклонялись Ранковому богу Jutrznybóg – богу полабських слов'ян.

Кашуби поклонятися Jastrzebogu та богині Jastrę.

В балтійські міфології Аустра - богиня Ранкової Зорі.